# Jan Horák
Jan Horák (24. dubna 1881 Benátky nad Jizerou – 25. března 1962) byl český a československý politik, meziválečný senátor Národního shromáždění ČSR za Československou živnostensko-obchodnickou stranu středostavovskou a poválečný poslanec Ústavodárného Národního shromáždění za Československou stranu lidovou.

## Biografie
Vyučil se cukrářem. V roce 1902 nastoupil vojenskou službu v Dalmácii a v Kotoru a stal se vedoucím důstojnické jídelny. V roce 1910 se oženil a usadil v Moravské Ostravě, kde si založil cukrářský závod. Za 1. světové války narukoval a bojoval na srbské, ruské a italské frontě. Od roku 1919 byl členem Československé živnostensko-obchodnické strany středostavovské, od roku 1924 předseda jejího krajského výkonného výboru. Mnoho let také vyučoval na odborné škole cukrářské.
V parlamentních volbách v roce 1935 získal senátorské křeslo v Národním shromáždění za živnostenskou stranu. V senátu setrval do jeho zrušení v roce 1939, přičemž krátce předtím ještě v prosinci 1938 přestoupil do nově vzniklé Strany národní jednoty. Profesí byl cukrářským mistrem a komerčním radou v Moravské Ostravě.
Za 2. světové války se aktivně účastnil odboje a po osvobození se stal členem ČSL. V parlamentních volbách v roce 1946 byl zvolen poslancem Ústavodárného Národního shromáždění za ČSL. V parlamentu setrval formálně do konce funkčního období, tedy do voleb do Národního shromáždění roku 1948. Po roce 1948 jeho stopy mizí.